# Урсула Рам
Урсула Рам (нім. Ursula Rahm) — швейцарська зоологиня.

## Біографія
Урсула Рам вперше поїхала в Африку наприкінці 1951 року, коли вона і її чоловік, Урс, вирушила до Кот-д'Івуару. 1958 року поїхала до Конго (зараз у Заїр), коли її чоловік прийняв посаду директора департаменту мамології у Лвіро. Особливо її цікавили шимпанзе. У 1966 році написала разом з А. Крістієнсеном «Les mammifères de l’île Idjwi (lac Kivu, Congo)». У 1970 році написала «Ecology, Zoogeography and Systematics of Some African Forest Monkeys». Вона також брала участь у селекції арабських коней і була швейцарським членом дисциплінарного комітету на Всесвітньому чемпіонаті з арабських коней в Парижі 2000 року.

## Вшанування
Названий на честь вченої вид Lophuromys rahmi поширений в гірських лісах навколо озера Ківу, в західній Руанді і прилеглих східних ДРК (Заїр).